# 萩原頼平
萩原 頼平 （はぎわら らいへい、1878年（明治11年）8月20日 - 1951年（昭和26年）1月22日）は、山梨県出身の郷土史家。号は頼哉。

## 略歴
山梨県東山梨郡平等村落合（現在の山梨市）に生まれる。訓導の資格を得て、日下部小学校、平等小学校（現在の山梨市立山梨小学校）、富士川小学校（現在の甲府市立善誘館小学校）に勤務した後、教職を辞して大正10年1920年に山梨県教育会附属図書館に勤務、昭和7年1932年に退職、その後は郷土史の研究に力を注いだ。

### 甲斐志料集成の発刊
昭和7年3月に甲斐志料刊行会を発会し、容易に得られない古文書や未刊史料を中心に山梨県に関する史料、文献を総合集成した全十二巻の「甲斐志料集成」を昭和7年10月5日から昭和10年9月にかけて発刊した。
- 第一巻　日記・紀行（昭和7年刊）
- 第二巻　地理部　1（昭和8年刊）
- 第三巻　地理部　2（昭和8年刊）
- 第四巻　国志部　1[2]（昭和9年刊）
- 第五巻　国志部　2（昭和10年刊）
- 第六巻　国志部　3（昭和11年刊）
- 第七巻　歴史部　1（昭和8年刊）
- 第八巻　歴史部　2（昭和8年刊）
- 第九巻　歴史部　3[3]（昭和9年刊）
- 第十巻　教育・宗教（昭和9年刊）
- 第十一巻　史伝・文芸（昭和9年刊）
- 第十二巻　雑纂・補遺（昭和10年刊）

甲斐志料集成は昭和55年に全八巻の復刻本が歴史図書社から発行されている。

### 「地歴の甲斐」の発行
「山梨県を代表する郷土研究の専門雑誌が一種もない現状は本県学界の恥辱である。」との思いから甲斐志料集成の発刊完了後、郷土研究誌である『地歴の甲斐』を昭和10年11月10日に創刊した。その後「時局の見通しがつくまで休刊の措置を取る。」旨を昭和12年9月10日発行号の誌上において表明し休刊したが復刊することなく、創刊から約2年間に12冊の発刊を以て廃刊した。

### 頼生文庫
萩原頼平が生前に蒐集した古文書、記録、図書などの郷土資料は昭和23年8月に山梨県立図書館に収蔵され、当該資料は頼生文庫と名付けられた。
甲府町年寄及び三日町名主の記録になる、享保元年から安政2年までの「甲府御用留」及び数多く残されている文化、文政、天保期における甲州の俳人による俳諧書は特筆に値する貴重な史料となっている。

## 著作
- 『甲斐の国学者萩原元克』甲斐志料編纂会　大正15年
- 『郷土趣味　甲斐読本』朗月堂書店　昭和3年刊
- 『承久の役と源有雅卿』甲斐志料編纂会　昭和4年刊
- 『郷土趣味　甲斐読本　上巻』朗月堂書店　昭和6年刊
- 『郷土趣味　甲斐読本　下巻』朗月堂書店　昭和6年刊
- 『甲斐郷土史年表』柳正書店　昭和6年刊
- 『甲斐旅行案内』柳正書店　昭和6年刊
- 『波々曽能茂里』昭和8年刊
- 『機山公十七首詩解 全』大和屋書店 昭和8年刊
- 『甲州法度之次第解 全』甲斐志料刊行会　昭和11年刊
- 『時難を乗切る心法の書』大和屋書店　昭和6年刊
- 『甲府城内庄城稲荷研究』大和屋書店　昭和16年刊
- 『郷土戦史 中牧城と大野砦』山梨郷土研究会　昭和16年刊